# 泉幾勝
泉 幾勝（いずみ いくかつ、生没年不詳）とは、明治時代の浮世絵師。

## 来歴
落合芳幾の門人。姓は泉、名は勝次郎。幾勝と称す。作画期は明治20年代頃で歴史画などを描く。

## 作品
- 「奇童日高寛一」　大判錦絵3枚続　江戸東京博物館所蔵　※明治23年（1890年）